# جن کیگانز
جنیفر آن کیگانز (متولد ۱۸ ژوئن 1971) یک سیاستمدار و پرستار آمریکایی است که به عنوان نماینده ایالات متحده برای ناحیه ۲ کنگره ویرجینیا خدمت می‌کند. کیگانز یک جمهوری‌خواه، خلبان سابق هلیکوپتر نیروی دریایی ایالات متحده است. او در انتخابات ۲۰۲۲ الین لوریا را شکست داد.
کیگانز در تامپا، فلوریدا به دنیا آمد و از دبیرستان در اورلاندو، فلوریدا فارغ‌التحصیل شد. او در دوران دبیرستان در والت دیزنی ورلد کار می‌کرد. او فارغ‌التحصیل دانشگاه بوستون است.